# 84 (liczba)
84 (osiemdziesiąt cztery) – liczba naturalna następująca po 83 i poprzedzająca 85.

## 84 w nauce
- liczba atomowa polonu
- obiekt na niebie Messier 84
- galaktyka NGC 84
- planetoida (84) Klio

## 84 w kalendarzu
84. dniem w roku jest 25 marca (w latach przestępnych jest to 24 marca). Zobacz też co wydarzyło się w roku 84.